# Эквивалентное фокусное расстояние
Эквивале́нтное фо́кусное расстоя́ние (ЭФР) в фотографии — условная характеристика системы из объектива и светочувствительного элемента, дающая информацию об угле обзора этой системы. Она показывает, какое фокусное расстояние имел бы объектив для широко распространённого размера кадра 24×36 мм (кадр 35-миллиметровой плёнки или «полнокадровая» цифровая матрица с кроп-фактором 1), который создавал бы изображение с такими же углами обзора. Не следует путать эквивалентное фокусное расстояние с эффективным фокусным расстоянием, которое является конкретной величиной и определяет одну из важнейших характеристик системы линз.
Поскольку малоформатная 35-миллиметровая плёнка и созданные для неё системы с кадром 24×36 мм были очень широко распространены во второй половине XX века, фотографы привыкли оценивать угол обзора по величине фокусного расстояния. Например, объектив с фокусным расстоянием 28 мм является для таких систем широкоугольным, 50 мм — нормальным, а 200 мм — телеобъективом. Ситуация изменилась с появлением цифровых фотоаппаратов, так как в них могут использоваться матрицы самых разных размеров, и фактическое фокусное расстояние объектива уже не даёт информации об угле обзора.
Угол обзора измеряется при фокусировке на бесконечность и, как правило, по диагонали кадра. Для объективов с переменным фокусным расстоянием указываются два значения: минимальное и максимальное, в таком случае корректнее использовать термин эквивалентный диапазон фокусных расстояний.

## Расчёт эквивалентного фокусного расстояния
Эквивалентное фокусное расстояние {\displaystyle f_{efl}} можно рассчитать по формуле {\displaystyle f_{efl}=f\times {\frac {d_{35}}{d}}}, где
{\displaystyle f} — фактическое фокусное расстояние объектива,
{\displaystyle d} — диагональ светочувствительного элемента,
а {\displaystyle d_{35}} — диагональ кадра размером 24×36 мм, приблизительно равная 43,27 мм.
Если известен кроп-фактор {\displaystyle K_{f}} светочувствительного элемента, то формула упрощается:
{\displaystyle f_{efl}=f\times K_{f}}
Приведённые формулы плохо применимы для объективов с нарушенной дисторсией, таких как «рыбий глаз».

## Использование объективов на разных системах
Часто возникает ситуация, когда объектив, рассчитанный для кадра 24 × 36 мм, устанавливается на цифровой фотоаппарат с матрицей уменьшенного размера. Кроп-фактор в таком случае составляет 1,5 для матриц формата APS-C фотоаппаратов «Никон», «Сони», «Пентакс» и ряда других марок, 1,6 — для матриц APS-C фотоаппаратов «Кэнон» и 2,0 — для матриц формата 4:3. В результате объектив с фокусным расстоянием 50 мм, будучи установлен, к примеру, на фотоаппарат «Олимпус» с матрицей формата 4:3, по углу обзора и дифракционным эффектам будет эквивалентен объективу с фокусным расстоянием 100 мм на кадре размером 24 × 36 мм.
Нормальных и более «дальних» фикс-объективов под уменьшенные матрицы Nikon и Canon не делали вообще: если, например, нужен портретный объектив, фотограф покупает нормальный (50 мм) для «старших собратьев», и на меньшей матрице он будет как раз портретным. Специально под уменьшенные матрицы делали только зум-объективы, широкоугольные и специальные (например, макро-).
Во второй половине 1990-х и в начале 2000-х годов компаниями «Кэнон» и «Никон» выпускались плёночные зеркальные фотоаппараты системы APS, на которые устанавливались традиционные объективы для кадра 24 × 36 мм. Их эквивалентное фокусное расстояние в таком случае превышало номинальное в 1,44 раза. Так, объектив Canon EF 22-55mm f/4-5.6 USM на фотоаппаратах Canon EOS IX и Canon EOS IX Lite обладает эквивалентным диапазоном фокусных расстояний, равным 32—80 мм.
Термин также используется для описания углов обзоров среднеформатных систем «фотоаппарат + объектив». Например, объектив фотоаппарата «Москва-5» с фокусным расстоянием 105 мм при съёмке на кадр 6 × 9 см обладает эквивалентным фокусным расстоянием 42 мм, то есть является нормальным объективом.